# Noms des Roumains
Les noms des Roumains sont les dénominations données au fil du temps et selon les territoires, aux locuteurs de la langue roumaine, ou, dans un sens plus élargi, des langues romanes orientales.

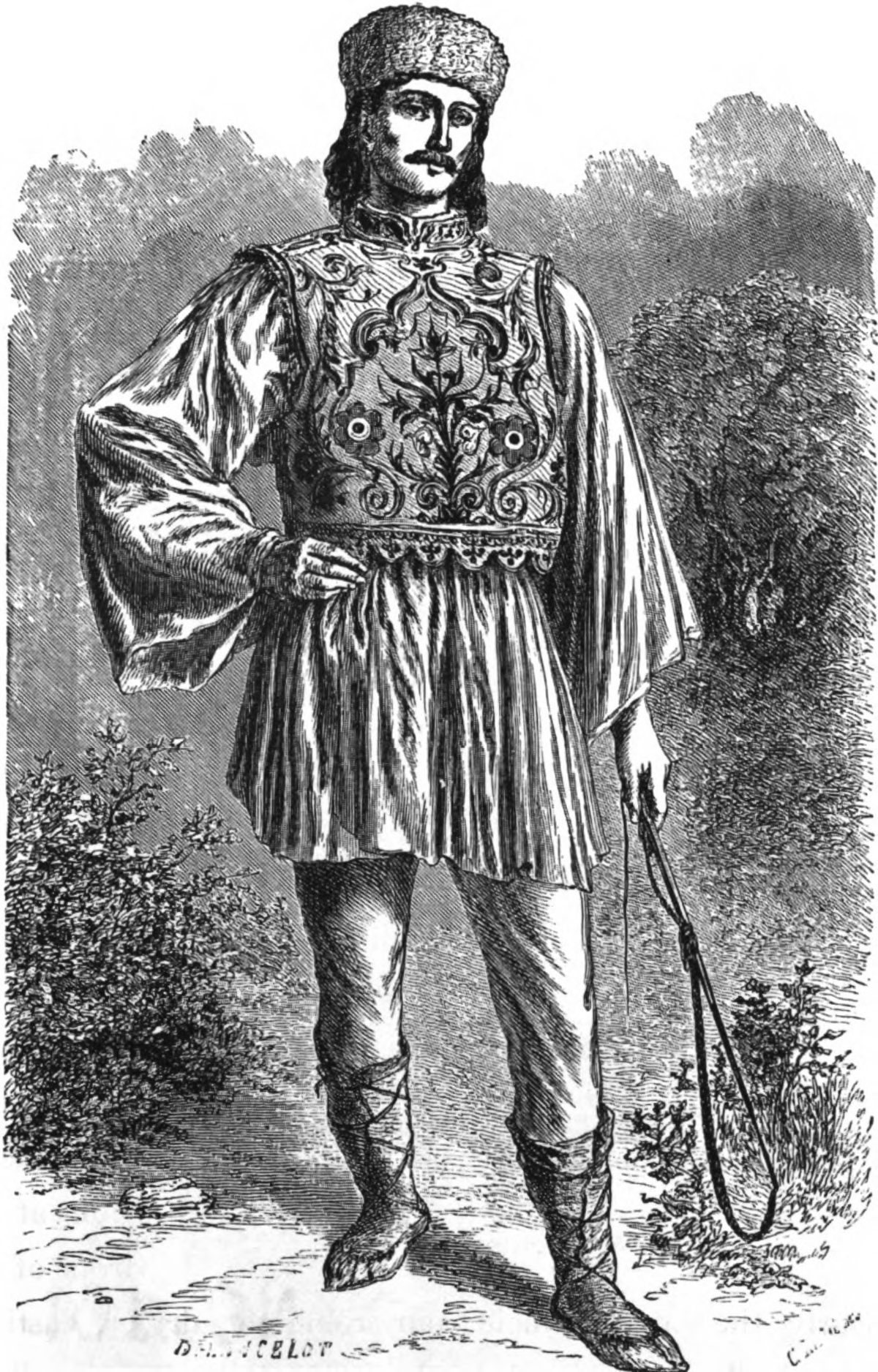
Un Roumain dessiné par Dieudonné Lancelot au milieu du XIXe siècle.

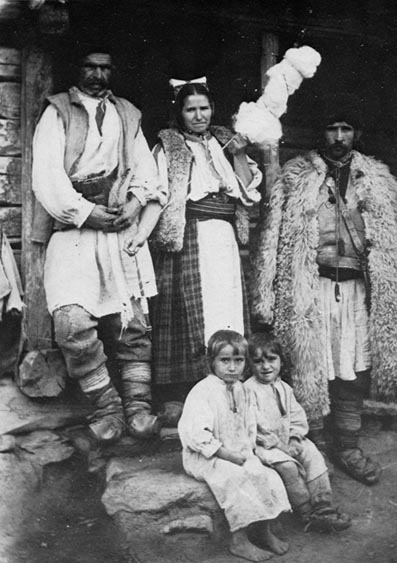
Famille « valaque » (Oláh család) de Meria en Transylvanie austro-hongroise, 1911.

## Endonyme
En roumain, l'endonyme Rumân ou Român est attesté au XVIe siècle, mais c'est seulement au XIXe siècle qu'il commence à être traduit dans d'autres langues par « Roumains », (Rumänen, Romanians, Румынь, Rumeni ou Rumanos). Simultanément, sous l'influence des « Lumières », il change de sens en roumain. Jusqu'au XVIIIe siècle il signifiait « Romains » dans le sens d'une lointaine origine romaine devenue quasi-légendaire et aussi en référence à l'Empire romain d'Orient dont la dénomination officielle était « Romanía », en Ῥωμανία, terme repris par les Ottomans sous la forme Rûm ou « Roum » désignant tous les chrétiens orthodoxes. Avec la renaissance culturelle roumaine, « Roumains » prend le sens d'une nation émergeant dans le cadre du nationalisme romantique, aspirant comme les Italiens ou les Allemands à constituer son propre État unitaire.

## Exonymes
Avant le milieu du XIXe siècle, les Roumains, comme beaucoup d'autres peuples, étaient connus par des exonymes. Dans leur cas, il s'agissait de « Valaques, Moldaves » ou « Moldo-Valaques » (et aussi des noms régionaux comme Olahs en Hongrie orientale, Diciens en Dobrogée ou Timocènes en Serbie). « Valaques » ne désigne pas seulement les Roumains, mais aussi les locuteurs, minoritaires, des langues romanes balkaniques : Aroumains (aussi Aromounes, Aromans, Farsherotes, Gramoshtènes, Valaques, Vlaques, Vlachs, Vlachos, Vlakhos, Koutso-vlaques, Koutso-valaques, Wallachiens, Cipans, Tchipanes, Tchobans, Zinzares et d'autres), Istro-roumains (aussi Istro-romans, Istriens, Ciciens, Cicériens, Tchitches, Tchitchériens) et Mégléno-roumains (aussi Mégléno-romans, Mégléniotes, Moglénites),,.

## Histoire
Dans l'antiquité tardive, ni les hellénophones ni les romanophones d'Europe du Sud-Est n'avaient de nom spécifique, mais étaient dénommées par les chroniqueurs byzantins « Romées » (Ῥωμαίοι - Rhômaíoi, soit les citoyens de la Βασιλεία των Ῥωμαίων - Basileía tôn Rhômaíôn : « empire des Romains » en grec). Les romanophones s'auto-désignaient comme Romani, Români, Rumâni, Aromâni ou Armâni et quelques autres variantes conservées dans leurs langues romanes orientales (et attestées par écrit à partir du XVIe siècle). De leur côté, lorsque les auteurs byzantins voulaient distinguer les locuteurs Thraco-Romains parmi les « Romées », ils les appelaient « Besses », du nom d'une tribu thrace antique : ainsi, en 570, le pèlerin Antonin de Plaisance en visite au monastère Sainte-Catherine du Sinaï décrit les langues les plus parlées par les moines : « Grec, Latin, Syriaque, Copte et Besse ». Au IXe siècle le nom de « Valaques » commence à supplanter celui de « Besses » : dans son Strategikon, Cécaumène précise au XIe siècle que les romanophones de Thessalie « descendent des anciens Thraces et Daces » et qu'« on les appelle Besses ou Valaques ».
L'exonyme « Valaques » (d'origine germanique : voir l'histoire du terme Valaque) se généralise au Xe siècle mais par métonymie, son sens s'élargit : dans le cadre du royaume bulgaro-valaque du XIIe siècle, il distingue les insurgés des Grecs, restés fidèles à l'Empire byzantin, et par la suite, le pastoralisme étant l'occupation principale des romanophones, il identifie toutes les communautés pastorales des Balkans, de Hongrie médiévale et du bas-Danube, même après qu'elles ont abandonné leurs idiomes romans et adopté des langues slaves méridionales, le grec ou l'albanais.
En français et dans les autres langues, occidentales ou voisines de la Roumanie, le terme « Roumains » comme exonyme (ainsi que le terme « Romanie populaire » pour désigner leurs terroirs, les « valachies ») est un néologisme du XIXe siècle. Il existait toutefois longtemps avant l'apparition de l'État roumain. En français, le journal Mercure de France de juillet 1742 emploie pour la première fois l'expression « Valachie ou pays Roumain » lorsqu'il présente le texte de la Constitution octroyée par le Prince Constantin Mavrocordato en 1746. Mais ce sont Émile Ollivier, Edgar Quinet et Élysée Reclus qui ont introduit dans le langage courant le nom de « Roumains » à la place de « Valaques, Moldaves » et « Moldo-Valaques ».

## Historiographie

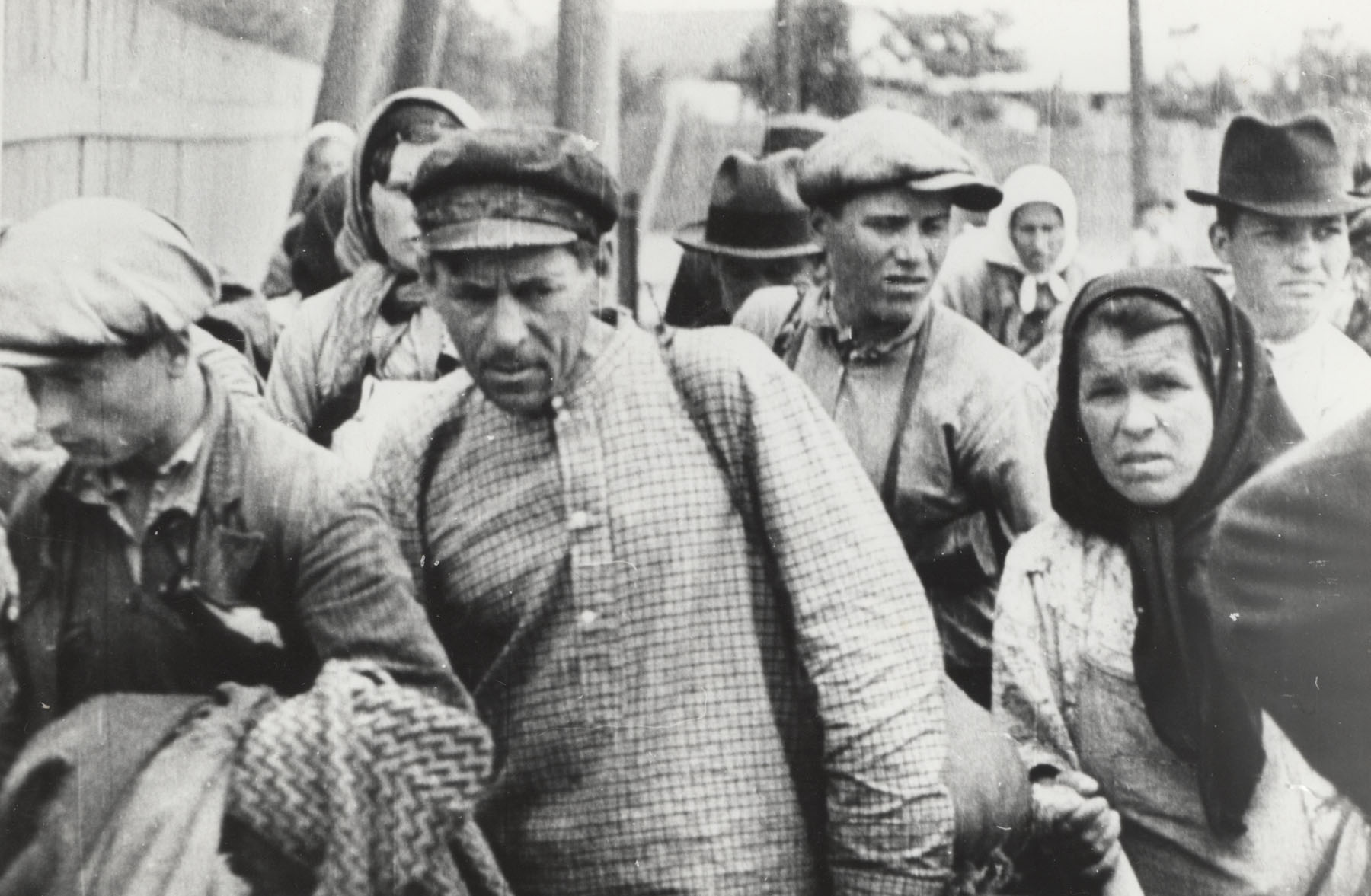
1940 : Moldaves de Bessarabie fuyant l'occupation soviétique après le pacte Hitler-Staline pendant la Seconde Guerre mondiale.

Les dénominations des ancêtres des Roumains et des Aroumains sont également diverses : Thraco-Romains (aussi Besses, Thraces romanisés, Thraco-romans, Romains orientaux, Est-romains, Proto-roumains, Valaques). La première mention des Thraces romanisés date des auteurs byzantins Théophane le Confesseur et Théophylacte Simocatta, dans la chronique d'une bataille de 579 contre les Avars, les Thraces romanisés faisant alors partie de l'armée byzantine. La plus ancienne mention écrite du terme « Valaques » est celle du chroniqueur grec Kedrenos en 976 quand il raconte l'assassinat par des Valaques du frère du tsar bulgare Samuel.
Les historiens roumains emploient couramment le terme de « Roumains » pour désigner les roumanophones longtemps avant la fondation de la Roumanie moderne, y compris avant la fondation des principautés danubiennes de Valachie et Moldavie, arguant du fait que l'historiographie moderne procède de même pour les Allemands et les Italiens avant l'apparition des états modernes d'Allemagne et d'Italie.
Dans la plupart des sources secondaires, notamment les atlas historiques modernes, l'existence de ces populations romanes anciennes est ignorée, ce qui donne au lecteur l'impression que les roumanophones apparaissent par « génération spontanée » au XIIe siècle, voire au XIVe siècle ou, pour les nombreux ouvrages qui considèrent les principautés de Valachie et de Moldavie comme des provinces de l'Empire ottoman, seulement au XIXe siècle). Les historiens non-roumains, notamment ceux issus des pays voisins ou d'Europe centrale ou occidentale, préfèrent, pour désigner ces populations romanophones anciennes, employer exonyme « Valaques » dans leurs langues, arguant du fait que l'endonyme « Roumains » n'est attesté qu'à partir du XVIe siècle (voire du XIXe siècle pour les auteurs qui ignorent les sources citées par Maria Holban et Mihai Berza) et qu'il serait une « construction artificielle ». Ces controverses sur la dénomination sont un héritage du passé récent des roumanophones, lorsque l'histoire servait de réserve d'arguments dans les controverses nationalistes entre la Roumanie et ses voisins, motivées par l'irrédentisme roumain au XIXe siècle, puis, au début du XXe siècle, par le révisionnisme de la Hongrie et de l'URSS qui ne reconnaissaient pas l'agrandissement de la Roumanie sur des territoires peuplés par des roumanophones et perdus par l'Autriche-Hongrie et la Russie en 1918.

## Utilisations actuelles
Selon le droit du sol qui est aussi le droit international, « Roumains » est aujourd'hui l'exonyme désignant l'ensemble politique des citoyens de la Roumanie, indépendamment de leurs origines, langues et particularités. Leur nombre est de 23,5 millions. Selon le droit du sang, « Roumains » est aujourd'hui l'endonyme désignant en Roumanie l'ensemble linguistique, culturel et historique des populations, vivant en Europe de l’Est, de part et d'autre des Carpates, du Danube et du Prut, locuteurs de la langue roumaine. Dans ce sens, usuel en Roumanie, « Roumains » identifie la fois le gentilé de la Roumanie et l'ethnonyme des roumanophones, vivant principalement en Roumanie où ils sont 89,5 % de la population (recensement roumain de 2002), et en République de Moldavie où ils sont 71,2 % de la population (recensement moldave de 2004). On estime leur nombre total à 24 millions.
Mais en Roumanie, selon de droit du sang, « Roumains » peut fréquemment désigner non seulement les communautés roumanophones hors-frontières, mais souvent aussi les Aroumains, soit l'ensemble des locuteurs des langues romanes orientales au sens large. Qui plus est, « Roumains » dans son acception courante en Roumanie, n'inclut pas les citoyens de la Roumanie appartenant à des communautés non-roumanophones.
La plupart des langues d'Europe occidentale, mais aussi la plupart des pays voisins de la Roumanie, distinguent quant à eux le gentilé de l'ethnonyme, et, selon le Droit du sol, réservent le terme « Roumain » à l'ensemble politique des citoyens roumains, pour désigner les roumanophones hors-frontières par d'autres noms comme « Valaques » (par exemple « Valaques de Bulgarie ») ou « Moldaves ».
D'un point de vue géographique, au XXIe siècle un « moldave » est un habitant de la Moldavie, un « transylvain » un habitant de la Transylvanie et un « valaque » un habitant de la Valachie.
La Constitution de la Moldavie dans sa version de 1994, en son article 13, dénommait « Moldaves » et « Moldave » les autochtones et leur langue, considérés, comme à l'époque soviétique, comme une ethnie différente des autres Roumains (voir le débat autour de l'identité moldave). Les roumanophones de la république de Moldavie pouvaient se définir, lors des recensements, soit comme « Moldaves », soit comme « Roumains », alors qu'en Moldavie occidentale roumaine, ils sont les deux à la fois, « Moldaves » désignant leur appartenance géographique à la région historique de Moldavie, et « Roumains » leur appartenance linguistique à l'ensemble roumanophone). S'ils se désignaient comme « Moldaves », les autochtones de la République de Moldavie étaient considérés comme des « citoyens titulaires » (cetățeni titulari) mais perdaient le droit de se référer librement à la culture et l'histoire des Roumains par-delà les frontières, comme peuvent le faire leurs concitoyens Russes ou Ukrainiens en lien avec la Russie ou avec l'Ukraine. En revanche, s'ils se désignaient comme « Roumains », les autochtones pouvaient se référer librement à la culture et l'histoire des Roumains par-delà les frontières de la république de Moldavie, mais perdaient le statut de « citoyens titulaires » et étaient considérés comme « minorité nationale » dans leur propre pays.
La situation a changé depuis les élections législatives moldaves de 2021 qui ont mis le Parti action et solidarité, pro-européen, au pouvoir en Moldavie : celui-ci a décidé, depuis l'invasion de l'Ukraine par la Russie en 2022, d'entamer une procédure d'adhésion de la Moldavie à l'Union européenne et d'aligner la législation moldave sur le « droit du sol », pour que tous les citoyens du pays soient également des « Moldaves » quelles que soient leurs langues, et que cessent les tensions politiques générées par la double-appellation de la langue majoritaire, conforme au « droit du sang ». Le 2 mars 2023, le parlement moldave a modifié l'article 13 de la Constitution, en remplaçant le nom « moldave » par « roumain », selon le modèle belge ou suisse où tous les citoyens du pays sont également des « Belges » ou des « Suisses » quelles que soient leurs langues. Depuis, les citoyens de la Moldavie sont désormais tous des Moldaves, dont, selon leurs langues, 78 % de « Roumains » (appelés « Bessarabiens » en Roumanie), et 22 % de « Russes », d'« Ukrainiens », de « Gagaouzes », de « Bulgares » et autres. L'opposition pro-russe soit le bloc électoral des communistes et socialistes et le parti Șor, a voté contre.

## Roumains et Roms
En Roumanie comme ailleurs, la citoyenneté (cetățenie) est la même pour tous selon de droit du sol, mais la Constitution, par son article 62, reconnaît aussi selon le droit du sang l'appartenance à une ethnie (naționalitate) et le droit pour les ethnies d'être représentées en tant que telles au Parlement. L'endonyme rromanès Ròma, traduit en français par Roms, a donc une existence légale : il a été adopté par l'Union romani internationale (IRU) et s'écrit Rromi en roumain, avec deux r, pour éviter les confusions avec les nombreux mots dérivant de Rome. En effet, si le terme « Roms » est phonétiquement proche de « Roumains », il a un autre sens, désignant une communauté, mi-ethnie, mi-classe sociale, présente dans de nombreux pays mais plus nombreuse en Roumanie qu'ailleurs. « Roms » a une étymologie et une sémantique différente de « Roumains » : Ròm signifie « être humain » en rromani. Les Ròms, aussi dénommés « Tsiganes » (« intouchables » en grec) ou « Romanichels » (du rromani ròmani çel : « groupe d'hommes ») sont initialement originaires de l'Inde du nord-ouest ; en Roumanie ils seraient, selon le recensement de 2011, 619 007, soit 3,25 % de la population du pays. Ces chiffres sont cependant considérés par les démographes et les sociologues comme sous-évalués pour deux raisons : le nombre important de mariages mixtes et de familles totalement intégrées (sédentaires, salariées, scolarisées, parlant roumain) et le souhait de nombre de ces Roms intégrés (qui, en général, n'émigrent pas) d'être officiellement comptabilisés comme « Roumains »,. Cependant, une autre source non officielle estimerait le nombre total de Roms, intégrés inclus, à 2 millions.
Le terme de Roms, mis en avant de manière relativement récente, savante et politiquement correcte, n'a pas complètement supplanté « Țigani » (Tsiganes) dans le langage courant. En France, où les distinctions ethniques ne sont pas reconnues, et où citoyenneté et nationalité se confondent, l'article 8 de la loi Informatique et libertés de 1978 interdit « de collecter ou de traiter des données à caractère personnel qui font apparaître, directement ou indirectement, les origines raciales ou ethniques », et par conséquent les Roms ayant un passeport roumain sont officiellement dénommés « Roumains », même si certains hommes politiques dérogent parfois à cette règle et même si cela suscite des protestations de la part des citoyens Roumains, lorsqu'ils sont caricaturés en mendiants plaintifs.